# Matthias Koßler
Matthias Koßler (* 1960) ist ein deutscher Philosoph. Er ist Professor für Philosophie an der Johannes Gutenberg-Universität Mainz und Präsident der Schopenhauer-Gesellschaft.

## Leben
Von 1978 bis 1988 studierte Koßler Philosophie, Kunstgeschichte und Kirchengeschichte an der Johannes Gutenberg-Universität in Mainz. 1990 wurde er mit einer vergleichenden Arbeit zu Hegel und Schopenhauer bei Rudolf Malter promoviert. Seine Habilitation erfolgte 1997 mit der Schrift „Empirische Ethik und christliche Moral“. Zuvor hatte er verschiedene Anstellungen und Lehraufträge an den Universitäten Mainz und Koblenz-Landau. Nach Professurvertretungen an den Universitäten in Mainz und Freiburg ist er seit 2001 Leiter der von ihm gegründeten Schopenhauer-Forschungsstelle und seit 2003 apl. Professor für Philosophie und wissenschaftlicher Mitarbeiter an der Universität Mainz. Seit 2000 ist er Präsident der Schopenhauer-Gesellschaft und seit 2001 einer der Hauptherausgeber des Schopenhauer-Jahrbuchs.
Zu seinen Forschungsgegenständen gehören neben Schopenhauer die Philosophie des Mittelalters und des Deutschen Idealismus sowie die Ethik, die Erkenntnistheorie und die Metaphysik.

## Werke
- Substantielles Wissen und subjektives Handeln, dargestellt in einem Vergleich von Hegel und Schopenhauer. Frankfurt u. a. 1990.
- Empirische Ethik und christliche Moral. Zur Differenz einer areligiösen und einer religiösen Grundlegung der Ethik am Beispiel der Gegenüberstellung Schopenhauers mit Augustinus, der Scholastik und Luther. Würzburg 1999.
- Von der Perspektive der Philosophie. Beiträge zur Bestimmung eines philosophischen Standpunkts in einer von den Naturwissenschaften geprägten Zeit (hrsg. mit R. Zecher). Hamburg 2002.
- Die Deutung der Welt. Jörg Salaquardas Schriften zur Philosophie Schopenhauers (hrsg. mit B. Salaquarda und K. Broese). Würzburg 2007.
- Politik und Gesellschaft im Umkreis Arthur Schopenhauers (als Hrsg.). Würzburg 2008.
- Schopenhauer und die Philosophien Asiens (als Hrsg.). Wiesbaden 2008.
- Schopenhauer und die Schopenhauer-Schule (hrsg. mit D. M. Fazio und F. Cirací). Würzburg 2008.

- Schopenhauer-Jahrbuch (als Hrsg. mit D. Birnbacher u. a.). Ab Bd. 82, 2001.